# Diaea tongatabuensis
Diaea tongatabuensis là một loài nhện trong họ Thomisidae.
Loài này thuộc chi Diaea. Diaea tongatabuensis được Embrik Strand miêu tả năm 1913.